# Akis acuminata
Akis acuminata es una especie de escarabajo del género Akis, familia Tenebrionidae. Fue descrita científicamente por Fabricius en 1787.
Se distribuye por España. La especie se mantiene activa entre enero y septiembre.